# Терещенко В'ячеслав Володимирович
В'ячеслав Володимирович Терещенко (нар. 16 січня 1977, Одеса, УРСР) — український футболіст, нападник. Зараз — тренер.

## Кар'єра гравця
Народився 16 січня 1977 року в Одесі. У ДЮФЛУ захищав кольори одеського «Чорноморця». У 1994 році підписав перший дорослий контракт з цією одеською командою, але за головну команду «моряків» так і не зміг дебютувати. Натомість виступав у складі друголігового фарм-клубу одеситів, у «Чорноморці-2». У сезоні 1994/95 за другу команду моряків у чемпіонаті України зіграв 26 матчів та забив 4 м'ячі. З 1995 по 1999 роки виступав за нижчолігові одеські клуби «Динамо-Флеш» (Одеса), СК «Одеса» та «СКА-Лотто», а також за овідіопольський «Дністер».
У 1999 році вирішив спробувати свої сили за кордоном, поїхав до Болгарії. Там виступав у складі місцевої «Беласиці» (Петрич). В національному чемпіонаті зіграв 7 матчів та забив 1 м'яч, але закріпитися в цьому клубі так і незміг.
У 1999 році повертається до Одеси та знову підписує котракт з «Чорноморцем». Кольори моряків захищає до 2001 року. За цей час у футболці одеситів у чемпіонатах України зіграв 34 матчі та забив 7 м'ячів, ще 1 матч зіграв у кубку України. Протягом цього часу виступав також у складі «Чорномореця-2», у футболці якого зіграв 30 матчів та забив 5 м'ячів. У 1999 році виступав на правах оренди в складі іллічівського «Портовика», але за цей клуб зіграв лише 1 офіційний поєдинок.
Із 2001 по 2005 рік захищав кольори столичної «Оболоні». За київських «пивоварів» у чемпіонатах України зіграв 104 матчі та забив 37 м'ячів, ще 8 матчів (2 голи) провів у кубку України. У 2002 році у складі київської команди став бронзовим призером Першої ліги України. 30 травня 2004 року в автомобільній катастрофі отримав травму голови, після чого довго лікувався.
У 2005 році знову повернувся до одеського «Чорноморця», у складі якого зіграв ще 16 матчів (1 гол). Наступний рік провів у «Закарпатті». Хоча у складі ужгородського колективу зіграв лише 3 матчі, проте зміг стати бронзовим призером Вищої ліги України.
Останнім професіональним клубом Терещенка став друголіговий овідіопольський «Дністер», у складі якого він зіграв 8 матчів та забив 2 голи.
Крім того наприкінці кар'єри виступав за інші одеські футбольні клуби, цього разу аматорські, «Діджитал» (2006, 2007) та «Іван» (2007).

## Кар'єра тренера
Після завершення кар'єри гравця перейшов на тренерську роботу. Із січня 2008 року працює тренером СДЮШОР «Чорноморець» імені О. Ф. Зубрицького.

## Досягнення

### Командні
- Вища ліга України
  -  Бронзовий призер (1): 2006

- Перша ліга чемпіонату України
  -  Срібний призер (1): 1999
  -  Бронзовий призер (1): 2002

### Індивідуальні
- Найкращий бомбардир кубку України з футболу
  - 1 місце: 1998/99